# Liste der Straßen in Oberhausen-Bermensfeld
Die Liste der Straßen in Oberhausen-Bermensfeld beschreibt das Straßensystem im Oberhausener Stadtteil Bermensfeld mit den entsprechenden historischen Bezügen.

## Überblick
Bermensfeld bildet zusammen mit dem Oberhausener Marienviertel, dem Knappenviertel, der nördlichen Innenstadt, der Neuen Mitte, Schlad und dem Osten von Dümpten den Postleitzahlbezirk 46047. Der statistische Bezirk Bermensfeld zählte Ende 2014 4.772 Einwohner, allerdings zählt zum statistischen Bezirk Bermensfeld ein großer Teil des Knappenviertels.
Der Stadtteil wird – im Norden beginnend – im Uhrzeigersinn folgendermaßen begrenzt: Bahnstrecke Duisburg–Dortmund zur Neuen Mitte, Dellwiger Straße, Schenmannsfeld, Essener Straße sowie eine gedachte Linie östlich der Steeler Straße zum Essener Stadtteil Frintrop, Nathlandstraße, Werdener Straße, Kettwiger Straße und Katzenbruch zu Dümpten sowie im Westen die Mellinghofer Straße und deren gedachte Verlängerung bis zur Bahnstrecke Duisburg–Dortmund zu Schlad und dem Knappenviertel.
In Bermensfeld gibt es 26 benannte Verkehrsflächen, darunter einen Platz. Davon befinden sich sieben Straßen nur teilweise im Stadtteil:

Vier Straßen gehören teilweise zu Dümpten (Kettwiger Straße, Mellinghofer Straße, Nathlandstraße, Stockstraße), zwei Straßen führen über die Stadtgrenze nach Essen-Frintrop (Dellwiger Straße, Jagdstraße), die Essener Straße wird in der Neuen Mitte fortgesetzt.

## Übersicht der Straßen und Plätze
Die nachfolgende Tabelle gibt eine Übersicht über die vorhandenen Straßen, Wege und Plätze im Stadtteil sowie einige dazugehörige Informationen.
- Name:  aktuelle Bezeichnung der Straße oder des Platzes.
- Länge/Maße in Metern:
- Die in der Übersicht enthaltenen Längenangaben sind gerundete Übersichtswerte, die in Google Earth mit dem dortigen Maßstab ermittelt wurden. Sie dienen Vergleichszwecken und werden, sofern amtliche Werte bekannt sind, ausgetauscht und gesondert gekennzeichnet.
Bei Plätzen sind die Maße in der Form a × b angegeben.
- Der Zusatz im Stadtteil gibt an, dass die Länge die des Straßenabschnitts innerhalb Bermensfelds ist, sofern die Straße in benachbarte Stadtteile weitergeführt wird.
- Der Zusatz ohne Stichstraßen gibt bei verzweigten Straßen die Länge der „Hauptstraße“ an.
- Der Zusatz (alle Straßenabschnitte zusammen) gibt an, dass die Straße so verwinkelt ist, dass keine „Hauptstraße“ besteht. Stattdessen wird die Länge aller Straßenabschnitte zusammengezählt.
- Herleitung:  Ursprung oder Bezug des Namens
- Anmerkungen:  zusätzliche Informationen
- Bild:  Foto der Straße oder eines anliegenden Objekts

| Name                | Länge/Maße (in Metern)                | Herleitung                                                | Datum der Benennung | Bemerkungen | Bild |
| ------------------- | ------------------------------------- | --------------------------------------------------------- | ------------------- | --- | ---- |
| Adolfstraße         | 360 ohne Stichstraßen: 300            | Adolf, männlicher Vorname                                 |                     | Die Adolfstraße liegt in einer Arbeitersiedlung der Gutehoffnungshütte aus den 20er Jahren, in der alle Straßen nach männlichen Vornamen benannt worden sind. Sie führt von der Walterstraße zur Rudolfstraße. |      |
| Am Froschenteich    | 600 ohne Stichstraßen: 450            | Froschenteich, früher hier gelegenes Gewässer             |                     | Vor der Besiedlung dieser Straße gab es hier einen so hohen Grundwasserspiegel, dass sich Teiche bildeten, in denen Frösche lebten. Die Straße Am Froschenteich beginnt an der Hattinger Straße und macht einen rechtwinkligen Bogen zum Hausmannsfeld, hinter der sie als Steeler Straße fortgeführt wird. Es gibt drei Stichstraßen zwischen Am Froschenteich und Hausmannsfeld, die ebenfalls Am Froschenteich zugeordnet sind. |      |
| Am Lepkesbach       | 340 ohne Stichstraßen: 160            | Läppkes Mühlenbach                                        |                     | Die Straße liegt nahe dem Läppkes Mühlenbach, der an der Stadtgrenze zwischen Oberhausen und Essen fließt. Am Lepkesbach führt vom Bermensfeld zum Hausmannsfeld, mehrere kleine Stichstraßen sind der Straße zugeordnet. |      |
| Bermensfeld         | 900                                   | alte Katasterbezeichnung                                  | 1915                | Das Bermensfeld hat seinen Namen wie der Stadtteil vom Rittergut Bermen in der Lipper Heide, das dem Stift Essen unterstand. 1556 wurde es zum ersten Mal erwähnt, es lag im Sumpfgebiet des Nathlandbaches. Der Name „Bermen“ leitet sich von einem alten Wort für „Abhang“ ab. Die Straße Bermensfeld war seit 1862 Grenzstraße zwischen Oberhausen und Frintrop und hieß Heidestraße. Bei der Eingemeindung Unterfrintrops, des heutigen Ostens von Bermenfeld, nach Oberhausen 1915 wurde sie in Bermensfeld umbenannt. Sie führt vom Katzenbruch nordwärts bis hinter die Stahlstraße. |      |
| Bleysfeld           | 540 (alle Straßenabschnitte zusammen) | Bleyshof, alter Hof                                       |                     | Das Bleysfeld, ein verwinkeltes Neubaugebiet, wurde in den Feldern des Bleyshofes angelegt und heißt daher so. Der Bleyshof lag nördlich der Nathlandstraße am Läppkes Mühlenbach und gehörte seit 1644 zum Haus Bermen. |      |
| Dellwiger Straße    | 200 im Stadtteil                      | Dellwig, Stadtteil von Essen                              | 1915                | Die Dellwiger Straße ist die Fortsetzung der gleichnamigen Straße in Essen-Frintrop, wo sie weiter nach Dellwig führt. Bis 1915 hieß sie Bahnhofstraße. |      |
| Essener Straße      | 1600 im Stadtteil                     | Essen                                                     | 1915                | Die Essener Straße beginnt in der Neuen Mitte als Fortsetzung der Duisburger Straße. Sie durchquert die Neue Mitte und geht hinter der Bahnstrecke Duisburg–Dortmund auf Bermensfelder Gebiet über. Ihren Namen trägt sie nach der Nachbarstadt Oberhausens, in die sie führt. Dort wird sie als Frintroper Straße fortgesetzt. Bis 1892 hieß die Essener Straße Meiderich-Steeler Provinzialstraße, bis 1915 in Bermensfeld Oberhausener Straße. Die Essener Straße ist auf ihrer kompletten Länge auf Oberhausener Stadtgebiet Teil der Bundesstraße 231.                                 |      |
| Hattinger Straße    | 400                                   | Hattingen                                                 |                     | Die Hattinger Straße führt vom Bermensfeld zur Steeler Straße. |      |
| Hausmannsfeld       | 1100                                  | Hausmannshof, alter Hof                                   | 1915                | Die Straße ist in den Feldern des Hausmannshofs angelegt und heißt daher so. Sie führt von der Nathlandstraße bis zur Nordgrenze Bermensfelds an die Dellwiger Straße. Bis 1915 hieß sie Lippernstraße. |      |
| Hellstraße          | 130                                   | „Höhenstraße“                                             |                     | Der Name „Hellstraße“ bedeutet „Höhenstraße“ und meint hiermit die Rheinhauptterrasse, auf die sie früher vermutlich geführt hat. Heute liegt sie unterhalb der Rheinhauptterrasse und führt vom Bermensfeld zur Stockstraße. |      |
| Hugo-Rasch-Straße   | 850 (alle Straßenabschnitte zusammen) | Hugo Rasch, 1913–1960, Politiker der SPD                  | 1968                | Die Hugo-Rasch-Straße ist eine verwinkelte Siedlung aus den späten 60er-Jahren, die durch die Gemeinnützige Reichsbund Wohnungsbau- und Siedlungsgesellschaft errichtet worden ist. Sie liegt am nördlichen Ende des Hausmannsfelds und trägt ihren Namen nach dem Landesvorsitzenden des Reichsbundes der Kriegs- und Zivilbeschädigten, Sozialrentner und Hinterbliebenen, Hugo Rasch. |      |
| Jagdstraße          | 120 im Stadtteil                      | Jägersküpper, alter Bauernkotten                          |                     | Die Jagdstraße ist die Fortsetzung der gleichnamigen Frintroper Straße auf Oberhausener Gebiet. Sie ist nur über Frintrop zugänglich und endet nach wenigen Metern hinter dem Schemmannsfeld. |      |
| Katzenbruch         | 180                                   | alte Flurbezeichnung, „Sumpf mit Katzensterzen“           | 1915                | Der Katzenbruch ist eine kurze Verbindungsstraße zwischen Mellinghofer Straße und Stockstraße. Bis 1915 hieß die Straße Weststraße. Sie ist Grenzstraße zwischen Dümpten und Bermensfeld. |      |
| Kettwiger Straße    | 110 im Stadtteil                      | Kettwig, Stadtteil von Essen                              |                     | Die Kettwiger Straße trägt wie mehrere Straßen in der Umgebung den Namen eines Essener Stadtteils. Sie führt Stockstraße zur Werdener Straße und ist auf diesem Stück Grenzstraße zwischen Dümpten und Bermensfeld, danach wird sie um einige Meter versetzt in Dümpten als kurze Stichstraße zur Werdener Straße fortgesetzt. |      |
| Lotharstraße        | 200 ohne Stichstraßen: 100            | Lothar, männlicher Vorname                                |                     | Die Lotharstraße liegt in einer Arbeitersiedlung der Gutehoffnungshütte aus den 20er Jahren, in der alle Straßen nach männlichen Vornamen benannt worden sind. Sie führt von der Adolfstraße zum Bermensfeld. |      |
| Mellinghofer Straße | 1000 im Stadtteil                     | Mellinghofen, alter Wohnplatz                             |                     | Mellinghofen ist heute noch ein Ortsteil Oberdümptens, der auf dem Gelände einer ehemaligen Bauerschaft liegt. Der Name leitet sich von einem früheren Waldgebiet, dem „Mallingforst“, ab. Die Mellinghofer Straße führt nach Mellinghofen und heißt daher so. Sie beginnt an der Essener Straße, durchquert Bermensfeld und bildet danach die Grenze zwischen Dümpten und dem Schladviertel, bevor sie komplett in Dümptener Gebiet liegt und in Mülheimer Stadtgebiet übergeht, wo sie unter gleichem Namen bis nach Mellinghofen führt.                                                  |      |
| Mellisstraße        | 250                                   | Melliskotten, alter Hof                                   | 1915                | Der nahe gelegene Melliskotten hat zur Benennung der ehemaligen Sophienstraße in Mellisstraße geführt. Diese Straße führt von der Hattinger Straße zur Essener Straße. |      |
| Nathlandstraße      | 750                                   | Nathlandbach, ehemals hier befindliches Gewässer          |                     | Früher floss durch dieses Gebiet der Nathlandbach, der seinen Namen deswegen trägt, weil er durch „nasses Land“ führt. Schon 1823 ist daher das Gebiet um den Bach herum als „Im Nathland“ bezeichnet worden. Die Nathlandstraße führt als Fortsetzung der Falkensteinstraße im Knappenviertel bis zur Stadtgrenze nach Essen, auf ihrem Stück zwischen Werdener Straße und der Stadtgrenze bildet sie die Grenze zwischen Bermensfeld und Dümpten. Der Teil der Nathlandstraße zwischen Bermensfeld und der Stadtgrenze hieß bis 1915 Kahrstraße.                                          |      |
| Nierfeldweg         | 490                                   | alte Katasterbezeichnung („Nierfeld“)                     |                     | Der Nierfeldweg führt vom Bermensfeld ostwärts und macht dann einen rechtwinkligen Bogen nach Norden (die Fortsetzung nach Osten heißt Bleysfeld), es folgen zwei Stichstraßen, die ebenfalls dem Nierfeldweg zugeordnet sind, bevor er wiederum einen rechtwinkligen Bogen, wieder nach Osten, macht und an der Steeler Straße endet. |      |
| Rudolfplatz         | 40 × 20                               | Rudolf, männlicher Vorname                                | 1915                | Der Rudolfplatz liegt in einer Arbeitersiedlung der Gutehoffnungshütte aus den 20er Jahren, in der alle Straßen nach männlichen Vornamen benannt worden sind. Er befindet sich an der Kreuzung Adolfstraße/Rudolfstraße. |      |
| Rudolfstraße        | 250                                   | Rudolf, männlicher Vorname                                | 1915                | Die Rudolfstraße liegt in einer Arbeitersiedlung der Gutehoffnungshütte aus den 20er Jahren, in der alle Straßen nach männlichen Vornamen benannt worden sind. Sie führt von der Mellinghofer Straße am Rudolfplatz vorbei zur Mellisstraße. Bis 1915 hieß sie Paulstraße. |      |
| Stahlstraße         | 130                                   | Stahl, für die Industrie wichtige metallische Legierungen |                     | Der Name „Stahlstraße“ erinnert an die Industrie und die Gutehoffnungshütte. Die Straße führt vom Bermensfeld zur Mellisstraße. |      |
| Steeler Straße      | 750 ohne Stichstraßen: 700            | Steele, Stadtteil von Essen                               |                     | Die Steeler Straße trägt wie mehrere Straßen in der Umgebung den Namen eines Essener Stadtteils. Sie führt von der Nathlandstraße nordwärts bis hinter die Hattinger Straße und macht dann einen rechtwinkligen Bogen zum Hausmannsfeld, an dem sie endet. |      |
| Stockstraße         | 150 im Stadtteil                      | Simon Stock oder Wilhelm Stock                            |                     | Die Stockstraße ist entweder nach dem alteingesessenen Metzger Simon Stock, der hier das erste Haus errichtete, oder dem ersten Bürgermeister von Borbeck, Wilhelm Stock, benannt. Die Straße gehörte bis 1915 wie ein Großteil des heutigen Ostens von Oberhausen zu Borbeck. Sie führt von Dümpten von der Frintroper Straße als Fortsetzung des Kaisersfelds nordwärts nach Bermensfeld und endet an der Nathlandstraße. |      |
| Walterstraße        | 190                                   | Walter, männlicher Vorname                                |                     | Die Walterstraße liegt in einer Arbeitersiedlung der Gutehoffnungshütte aus den 20er Jahren, in der alle Straßen nach männlichen Vornamen benannt worden sind. Sie führt vom Bermensfeld zum Hausmannsfeld, vier kleine Stichstraßen zur Walterstraße sind ihr ebenfalls zugeordnet. |      |
| Walzstraße          | 425 ohne Stichstraßen: 250            | Walzwerk Neu Oberhausen                                   |                     | Der Name leitet sich vom Walzwerk Neu Oberhausen der Gutehoffnungshütte her, das sich ganz in der Nähe befand. Die Straße führt von der Hattinger Straße zur Essener Straße, fünf kleine Stichstraßen zur Walzstraße sind ihr ebenfalls zugeordnet. |      |

## Liste ehemaliger Straßen in Bermensfeld
Die Liste ehemaliger Straßen führt in der Übersicht erwähnte vormalige oder gelöschte Straßennamen im Stadtteil Bermensfeld auf. Die meisten davon wurden 1915 ausgetauscht, als die Stadt Borbeck aufgelöst wurde und der Hauptteil an Essen fiel, während der Westen von Frintrop – das heutige Bermensfeld – nach Oberhausen eingemeindet wurde.
| Name                               | von  | bis  | umbenannt in (aktuell) | Herleitung                                                              | Bemerkungen                                                                                  |
| ---------------------------------- | ---- | ---- | ---------------------- | ----------------------------------------------------------------------- | -------------------------------------------------------------------------------------------- |
| Bahnhofstraße                      |      | 1915 | → Dellwiger Straße     | Die Straße führt in ihrem weiteren Verlauf am Dellwiger Bahnhof vorbei. |                                                                                              |
| Heidestraße                        |      | 1915 | → Bermensfeld          | Die Heidestraße führte durch die Lipper Heide.                          | Zwischen 1862 und 1915 war die Heidestraße die Grenzstraße zwischen Oberhausen und Frintrop. |
| Kahrstraße                         |      | 1915 | → Nathlandstraße       |                                                                         |                                                                                              |
| Lipperstraße                       |      | 1915 | → Hausmannsfeld        | Die Straße lag nahe der Zollstätte Lipperheidebaum.                     |                                                                                              |
| Meiderich-Steeler Provinzialstraße |      | 1892 | → Essener Straße       | Die Straße verband Meiderich mit Steele.                                | Nach 1892 trug die Straße zunächst den Namen Oberhausener Straße.                            |
| Oberhausener Straße                | 1892 | 1915 | → Essener Straße       | Die Straße führte in die Bürgermeisterei Oberhausen.                    | Vor 1892 trug die Straße den Namen Meiderich-Steeler Provinzialstraße.                       |
| Paulstraße                         |      | 1915 | → Rudolfstraße         |                                                                         |                                                                                              |
| Weststraße                         |      | 1915 | → Katzenbruch          | Die Straße lag im Westen der Bürgermeisterei Frintrop.                  |                                                                                              |

## Weitere Örtlichkeiten im Stadtteil
In Bermensfeld befindet sich die Bushaltestelle „Lipperheidebaum“, deren Name sich nicht wie sonst üblich auf einen Straßennamen bezieht, sondern auf eine ehemalige Zollstation in der Lipperheide (die mit einem Schlagbaum versehen war).
Die „Grundschule am Froschenteich“ führt ihren Namen auf einen großen Teich mit Fröschen zurück, der sich hier tatsächlich früher befand. Bis 1988 hieß sie „Grundschule Bermensfeld“, wurde dann aber wegen der Namensgleichheit mit der benachbarten „Hauptschule Bermensfeld“ umbenannt.